# Asesinato en El Meneo
Asesinato en El Meneo (Murder at El Meneo) es una película de suspenso-comedia costarricense de 2001 dirigida por Oscar Castillo y con un libreto coescrito entre Castillo, Maureen Jiménez y el escritor Samuel Rovinski.
El filme fue estrenado en Costa Rica el 31 de diciembre de 2001 y fue coproducido por Producciones La Mestiza, Producciones OM y Televisora de Costa Rica (Canal 7).
El 11 de octubre de 2005 fue relanzada en formato de DVD y distribuida en Estados Unidos por Domain Entertainment y posteriormente por Maverick Entertainment Group para el resto de Latinoamérica, a través de su filial Maverick Latino.

## Sinopsis
La película gira en torno al desconcertante asesinato del reconocido político y empresario Armando Meléndez (Gustavo Rojas) ocurrido una noche, en la que se presenta Jeffrey (César Meléndez), el cantante de moda y el grupo de baile Merecumbé en el salón El Meneo, situado en San José.
En un ambiente festivo, de mucha acción y efervescente colorido donde se dan cita los jóvenes de clase media, "El Gato" Mejía, detective de la agencia El Ojo, y Paulette, la secretaria, descubren el cuerpo del político Meléndez tirado en el baño de hombres, con una jeringa en el cuello.
El caso lo asumen dos detectives torpes y aparentemente descuidados, que involucran a seis sospechosos muy inusuales. En esta parodia lúdica de películas de detectives duros, los ineptos investigadores privados Sánchez (Alonso Venegas) y "El Gato" Mejía (Carlos Alvarado) llevan el hilo narrativo.
Allí comienza la historia que conforme evolucinoa en su investigación nos conduce en un círculo nuevamente al inicio de la tramaa, en un flashback con un mundo lleno de misterios, sensualidad, amor, traiciones y  corrupción. 
Al margen del político Meléndez (protagonizado convincentemente por Gustavo Rojas), y los mencionados detectives Sánchez y  "El Gato" Mejía,  aparecen otros personajes importantes como Manuel Sáenz (Pedro Armendáriz Jr.),  sus hijos Alberto  (Andrés Montero) y Sofía Sáenz (Metzi Hovenga),  Mercedes Mora (Marilyn Gamboa), el cantante Jeffrey (César Meléndez) y Regina (Marcela Ugalde) la propietaria del salón de baile. 
La conclusión resulta del todo inusual, dentro de un divertido argumento que resulta, con sus notables limitaciones, algo absurdo e incluso predecible. Mediante el juego de confusiones el director Oscar Castillo nos irá dando una imagen un tanto borrosa de cada personaje sospechoso, algo que intenta ser un artilugio para sembrar las suspicacias con las que cada observador irá armando en su pensamiento la identidad del supuesto asesino.

## Recepción y crítica
Asesinato en el Meneo fue realizada con un bajo presupuesto estimado en $ 658.000 dólares, rodada íntegramente en distintas locaciones de la ciudad de San José y su periferia.
Destaca la participación del reconocido actor mexicano Pedro Armendáriz Jr.  Aunque no se cuenta con cálculos precisos de su recaudación, la película fue un éxito de taquilla en las salas de cine locales, gracias en gran medida a la campaña de mercadeo realizada por Televisora de Costa Rica, uno de sus productores. Canal 7 no volvería a involucrarse en un proyecto similar en los años siguientes.
Sin embargo, a pesar de haber sido un éxito de taquilla, las críticas hacia la cinta fueron negativas en su mayoría. El sitio web especializado Rotten Tomatoes la calificó apenas con un discreto 28 % basado en 289 comentarios.
La página Internet Movie Database la calificó con  4.4 estrellas de 10 posibles, basada en un promedio de 39 votos.

## Reparto
- Pedro Armendáriz Jr. – Manuel Sáenz
- Alonso Venegas – Detective Sánchez
- Carlos Alvarado – "El Gato" Mejía
- Gustavo Adolfo Rojas – Armando Meléndez
- Andres Montero – Alberto Sáenz
- Marilyn Gamboa – Mercedes Mora
- Metzi Hovenga – Sofía Sáenz
- Marcela Ugalde – Regina
- César Meléndez – Jeffrey